# 髙嶋仁
髙嶋 仁（たかしま ひとし、1946年5月30日 - ）は、長崎県五島市出身のアマチュア野球選手・指導者。

## 経歴
小学生の頃は柔道とソフトボールをしていたが、福江市立福江中学校入学後に野球部に入る。長崎海星高校時代に、投手兼外野手として1963年、1964年の全国高等学校野球選手権大会に出場。その時指導者として再び甲子園に立つことを決意し、一浪（父親に進学を許されず、父親が営む製氷工場で1年間働いて許可をもらえた）を経て1966年に中学の野球部の監督の母校と同じ所へ、と決めていた日本体育大学体育学部体育学科に入学。学友会日本体育大学硬式野球部（首都大学野球連盟所属加盟校）に入部。2年次には大学界の強豪東海大学に勝ち優勝している。ポジションは外野手。4年時には主将を務めたが、首都大学野球リーグ戦では6大学中4位に終わった。リーグ戦の通算成績は87試合出場、282打数61安打、打率.216、3本塁打、22打点。
1970年に大学卒業後、地元の長崎に戻るつもりでいたが、長崎県の教員採用試験は合格出来ず、当時の上平雅史監督の指示により、先輩の赤松健守が監督を務めていた智弁学園高校のコーチとなる（上平が智弁学園理事長の藤田照清に髙嶋を推薦し、藤田に会わせるために上平から「明日は人と会うから、学ランを着て来い」と呼び出された）。1972年に同校監督に就任。最初の3年間は初戦から2回戦の間で敗退し、その間3度辞表を藤田理事長に提出したり、監督4年目の1975年には選手の練習ボイコット事件に遭ったこともあったが、1975年の秋季近畿地区高等学校野球大会でベスト8に進出して選抜高等学校野球大会への出場を決め、1976年春の選抜高等学校野球大会で甲子園初出場。初戦の対札幌商戦に5-0で勝利し、監督として甲子園1勝目を挙げる。1977年には選抜高等学校野球大会ベスト4などの結果を残す。1978年限りで野球部監督を退き、1979年は部長として野球部に在籍。翌1980年に智弁和歌山へ野球部監督として転任、2018年の夏の大会終了後まで監督を務めた。1985年に甲子園初出場を果たすも当初は甲子園で5連敗を喫するなど中々勝ちきれない状態が続いた。試行錯誤の末、1学年10名の少人数制度を採用したところ、野球部の快進撃が始まり1993年の選手権で初勝利を挙げると、翌1994年に選抜優勝。1997年、2000年の選手権で優勝。1996年、2000年、2018年の選抜と2002年の選手権は準優勝。2006年の選手権で中村順司（PL学園元監督）に次ぐ監督通算50勝および史上初の夏30勝を記録した。
2002年には古巣の日本体育大学硬式野球部監督就任の打診があったが、藤田理事長との話し合いで結果的にこの話は立ち消えになったということがあった。
2009年の第91回全国高等学校野球選手権大会で2勝を挙げ、中村と並び通算最多タイとなる58勝目を記録したが、59勝目を賭けた3回戦で敗れ、記録更新は持ち越しとなった。
2010年3月23日の第82回選抜高等学校野球大会の1回戦で高岡商業戦で6-1と勝利し、史上最多記録の監督59勝目を達成した。2011年の第83回選抜高等学校野球大会の1回戦で21世紀枠で出場の佐渡高校に勝利し、監督60勝目を達成した。2012年の夏は戦後全国最多の8年連続での甲子園出場を達成。しかし、9連覇がかかった2013年は夏の和歌山大会3回戦で紀北工業に敗れてしまい、9年連続出場を達成することが出来なかった。
2018年、第90回記念選抜高等学校野球大会で監督として春夏通算37度目の出場を果たし、福井商業の北野尚文を抜き歴代最多となる。またこの大会の創成館〈長崎県代表〉戦で史上初となる監督通算100試合目の出場を果たしている。同年の第100回全国高等学校野球選手権記念大会にも出場を果たし、通算38度目の出場となったが、大会では1回戦で近江高校〈滋賀県代表〉に敗れた。そして大会後の8月25日に智弁和歌山硬式野球部監督を勇退することを発表した。髙嶋の後任監督には愛弟子であり同校の部長を務める中谷仁が就任することとなった。その後は智弁学園・智弁和歌山両校の硬式野球部名誉監督となり、2021年の第103回全国高等学校野球選手権大会決勝では朝日放送ラジオの解説者として甲子園2度目の「智弁対決」を見守った。
2018年秋季近畿大会ではNHKラジオで解説者としてデビューを果たした。
地方大会においては、2014年第96回大会で市立和歌山に敗れるまで負けなしの決勝戦20連勝を誇っていた（通算23勝1敗）。
定年を迎えるまでは保健体育科教諭で生徒指導委員も務めていた。教諭を定年となった2007年春から、学校法人智辯学園の理事に就任。翌年の2008年9月10日、同月にあったとされる部員2人（うち1人は岡田俊哉）に対する暴力事件により、3ヶ月の謹慎処分を受け退任した。そして9月10日付けで、それまでコーチを務めていた鈴木幸雄が監督に就任したが、その後謹慎を終えた髙嶋は、同年12月9日に再び監督に復帰し、鈴木はコーチの座に戻った。この謹慎期間中に四国八十八箇所を巡拝していたことがスポーツ新聞にて報じられた（白夜書房「野球小僧」によると、四国八十八箇所巡拝を知った上甲正典、馬淵史郎といった四国の名監督から励ましを受けたと言われる）。また四国八十八箇所の巡拝を終えた後、お礼参りとして高野山の金剛峯寺と奥の院に参拝したことがきっかけで、高野山町石道の約20kmの道程を歩いてみたところ、これがやみつきとなり、監督復帰後は週に2度、町石堂を歩いていた（監督退任後は週に4～5度に増やしたいと語っていたがドクターストップをかけられたため、現在は行っていない）。
大学時代の同級生の女性と結婚し、1男1女を儲けている。長男も高校時代は智弁和歌山の野球部に所属しており、2年次の第73回全国高等学校野球選手権大会で背番号11、3年次の第74回全国高等学校野球選手権大会で背番号5を背負い、親子で選手権に連続出場している。孫（長男の子）も智弁和歌山の選手として3年次の第103回全国高等学校野球選手権大会に出場し、3回戦で藤村富美男一家以来となる「親子三代甲子園安打」、準々決勝で本塁打、決勝で2安打3打点を記録するなど全国制覇に貢献。選手として祖父や父を上回る活躍を見せた。
2019年、環太平洋大学体育学部の特任教授に就任。またよしもとクリエイティブ・エージェンシー（吉本興業グループの改編に伴い同年6月に吉本興業へと社名変更）のマネジメントを受けることも発表された。

## 監督として
髙嶋の野球のモットーは「常に全力を出し切る」。県大会では試合中ベンチに座っているが、甲子園では、ベンチの前で表情をあまり変えずに、仁王立ち（春の時は腕を組んで、夏の時は両手を腰の上に添えて）している。理由は「いいプレーやエラーがあった時に、その表情や仕草をカメラに映されるのが嫌だから」、「前に立つようにしたら勝ちだしたから」などと話している。
甲子園でのチーム通算勝利数は「68」だが、これは西谷浩一に次いで歴代2位である。
チーム編成の基本は、ユーティリティープレイヤーが多い。投手、野手は複数のポジションを守れるようしている。投手の複数制については第68回選抜高等学校野球大会で全試合に登板したエースの高塚信幸が肩を故障したことが原因で一人の投手に頼らないという考えからである。エース番号でない選手が実質的エースの場合もあり、そういった選手が主戦投手となることも珍しくない（2000年優勝の山野純平・背番号9、2008年ベスト8の岡田俊哉など）。また、2005～2008年のように野手番号や二桁番号の投手を先発させ、エース番号の投手を抑えに回したケースもある。そのような起用法もあってか、高校野球では珍しく、控え投手が投手専任ではなく内外野を守るケースも多い（2006年のように控え投手が全て野手兼任だったこともある）。智弁和歌山の部員は中学時代までに無名の選手も少なくないが、特に打撃面で大きな伸びをみせ主力となっていく。複数投手制は特に夏において威力を発揮する。特に戦後最多の8年連続甲子園出場を果たした2012年夏の和歌山大会決勝戦では延長14回の末、勝利を果たすのだが智弁和歌山は3投手をリレーし好投したのに対して、相手校の投手はそれまでの5試合も合わせるとすでに800球前後の球数を放っていた。試合後のインタビューでも勝因については「ピッチャーの数の差。元気なピッチャーをどんどんつぎ込めた」と語った。
采配は継投策をとることもあれば、先発投手を終盤ぎりぎりまで引っぱることもあり、試合展開によって使い分ける。先発投手の調子が悪いと判断したときは1回でも降板させることもある。また伝令や選手交代、攻守交替時での指示が勝利につながった例も数多く、その優れた采配力は同じ高校野球指導者である木内幸男や元プロ野球監督の野村克也が絶賛するほどである。
攻撃力が注目されがちだが、本来髙嶋が目指す野球とは投手を中心とした守りの野球で、選手がギリギリで捕れそうで捕れないところに打つノック技術を持つ。甲子園でも数多くのファインプレーが勝利につながっている。攻撃では、より早い回で先取点を取り精神的優位に試合を進める為、いつも先攻を選ぶ（最近では後攻を選ぶケースが多い）。
智弁和歌山は全国制覇を果たす反面、早い時期に負けてしまうこともある。中には全国制覇した翌年の2001年のように地方大会初戦で負けることもある。甲子園初出場の1985年春から1992年夏までは、5大会連続で初戦敗退が続いた。甲子園でなかなか一勝を挙げられない頃、甲子園球場の観客に「また負けに来たのか」と野次られ、目標を甲子園出場にしていたことに気付き、それ以降甲子園で優勝することを目標に掲げることとなる。指導方針として県大会直前に遠征を含めたオーバーワークスケジュールを意図的に組んでいる。そのため、夏の県大会序盤では苦戦を強いられるケースが多い。
長崎日大高等学校野球部総監督の的野和男は髙嶋の高校時代に海星のコーチを務めていたため師弟関係にある。対決は髙嶋が智弁和歌山を率い2000年秋の国体で実現した。試合結果は5-16（大会規定によりコールド無し）と的野率いる長崎日大に軍配があがった。高校時代の師弟が国体で対戦したケースはこれが唯一である。2003年夏には甲子園3回戦で再戦する可能性があったがこの時は両チームともに3回戦までに揃って姿を消し師弟対決は実現せず、その後的野が2005年限りで監督を退任したため2人が甲子園で対戦することはなかった。
2019年7月25日に行われた第101回全国高校野球選手権岩手大会決勝戦において、プロ注目の163キロ右腕・佐々木朗希（大船渡高校）が「故障を防ぐため」という國保陽平監督の判断で登板を回避し、チームは敗れ、あと一歩のところで35年ぶりの甲子園出場を逃した。その起用法を巡っては野球関係者や評論家の間でも賛否両論が巻き起こった。この件について髙嶋は、「苦渋の決断をした勇気は認めなくては」としつつ「自分なら決勝から逆算して投げられるように県大会全体でやりくりをする。無理はさせない前提だが、その上で何とか甲子園に連れて行ってやろうとした。甲子園は聖地で、成長の大きな機会でもあるから」と自らの見解をコメントした。

## 甲子園での成績
| 大会名                     | 出場校     | 回数 | 成績     | 備考                      |
| -------------------------- | ---------- | ---- | -------- | ------------------------- |
| 選抜高等学校野球大会       | 智辯学園   | 2回  | 5勝2敗   |                           |
| 選抜高等学校野球大会       | 智辯和歌山 | 12回 | 26勝12敗 | 優勝1回（1994年）         |
| 全国高等学校野球選手権大会 | 智辯学園   | 1回  | 2勝1敗   |                           |
| 全国高等学校野球選手権大会 | 智辯和歌山 | 23回 | 36勝21敗 | 優勝2回（1997年、2000年） |
| 通算                       | 通算       | 38回 | 68勝35敗 | 優勝3回、勝率.660         |

## 主な教え子
- 高代延博（「教え子第1号」としている[4]）
- 田中昌宏
- 柳原隆弘
- 山口哲治
- 上村恭生
- 宮崎充登
- 高塚信幸
- 中谷仁
- 喜多隆志
- 川崎絢平
- 池邉啓二
- 武内晋一
- 橋本良平
- 坂口真規
- 岡田俊哉
- 西川遥輝
- 東妻勇輔
- 黒原拓未
- 林晃汰
- 東妻純平
- 黒川史陽
- 細川凌平
- 小林樹斗